# 三星镇 (南通市)
三星镇是中华人民共和国江苏省南通市海门区下辖的一个镇。
2012年11月30日，江苏省人民政府批复同意撤销德胜镇、三星镇，将原三星镇陶港、补南、高桥3个村委会划归海门街道办事处，将原三星镇（除陶港、补南、高桥3个村委会）、原德胜镇（除文俊、德新2个村委会）合并，设立新的三星镇，镇政府驻原三星镇宝成路44号。

## 行政区划
三星镇下辖以下村级行政区划单位：
德兴街社区、镇南路社区、平山村、金锁村、瑞南村、瑞祥村、瑞北村、李彬村、新凤村、银才村、贤高村、汇通村、富民东街社区、镇兴路社区、汇南村、益民村、永富村、太阳村、镇南村、召良村、叠石村、林西村、宝兴村、广丰村、大石村、建安村、彦英村和光荣村。